# لولک‌آباد علیا
لولک‌آباد علیا، روستایی است از توابع بخش کوهسار و در شهرستان سلماس استان آذربایجان غربی ایران.

## جمعیت
این روستا در دهستان چهریق قرار داشته و بر اساس سرشماری سال ۱۳۸۵ جمعیت آن ۸۲نفر (۱۵ خانوار) 
بوده است.